# 乙酸钕
乙酸钕是钕的乙酸盐，化学式为Nd(CH3COO)3。

## 制备
乙酸钕可由乙酸和氧化钕、碳酸钕、氢氧化钕反应得到：
6CH3COOH + Nd2O3 → 2Nd(CH3COO)3 + 3H2O
3CH3COOH + Nd(OH)3 → Nd(CH3COO)3 + 3H2O
6CH3COOH + Nd2(CO3)3 → 2Nd(CH3COO)3 + 3H2O + 3CO2↑
乙酸和钕铁硼的反应也可以得到乙酸钕：
20CH3COOH + Nd2Fe14B → 2Nd(CH3COO)3 + 7Fe(CH3COO)2 + 10H2 + B
氯化钕和乙酸钠在水溶液中反应，也能生成乙酸钕：
NdCl3 + 3Na(CH3COO) → Nd(CH3COO)3 + 3NaCl
金属钕和丙二酸在180°C反应，伴随着脱羧反应，可以得到无水乙酸钕。